# Bestgore.com
bestgore.com (estilizado como BestGore.com e abreviado como BG) foi um site de choque canadense ativo de 2008 a 2020 e de propriedade de Mark Marek, que forneceu notícias, fotos e vídeos altamente violentos da realidade, com autoria opinião e comentários de usuários. O site recebeu atenção da mídia em 2012, após a apresentação de um filme snuff retratando o assassinato de Jun Lin. Como resultado, Marek foi preso e acusado sob a lei de obscenidade do Canadá por corromper a moral pública.

## História
O site foi lançado em 30 de abril de 2008, pelo eslovaco - canadense Mark Marek e hospedava material explícito, real, fotográfico e em vídeo de eventos como assassinatos, suicídios, torturas, cirurgias abertas, mutilações e acidentes.
Em uma entrevista de 2017 para a GQ Austrália, Mark Marek insistiu que administrar o BestGore.com custa mais do que gera em receita e disse: "Nenhuma empresa com um orçamento razoável gostaria de anunciar em um site que expõe a brutalidade policial, o abuso do governo contra os cidadãos, especulação de guerra e atividades antipopulares semelhantes. Então, tudo o que me resta é pornografia. Pior ainda, a pornografia rende menos hoje do que há cinco anos".
A partir de 15 de novembro de 2020, o site foi considerado extinto, pois Marek, seu fundador e administrador, decidiu focar sua atenção em outros interesses. Em 17 de novembro de 2020, quando questionado na seção de comentários do site lbry.tv do BestGore.com se o BestGore.com está inativo e se ficará indefinidamente, Mark Marek respondeu: "Provavelmente permanentemente".

## Controvérsias e questões legais

### Assassinato de Jun Lin
Em junho de 2012, o site foi criticado pela inclusão do vídeo gráfico intitulado 1 Lunatic, 1 Ice Pick, que retrata o estupro e desmembramento de um cadáver após o assassinato de Jun Lin cometido por Luka Magnotta. A polícia disse que Marek inicialmente recusou os pedidos para remover o vídeo do site, enquanto Marek disse: "Eu mesmo o retirei, em meus próprios termos, sem ser solicitado. Se tal pedido da polícia para removê-lo, conforme alegado, tivesse sido feito, eu teria apenas dito a eles que o vídeo estava fora do ar há dias." Gil Zvulony, um advogado de Toronto especializado em direito da Internet, afirmou que as evidências apoiavam as acusações de obscenidade contra BestGore.com, afirmando: "Não há crime real onde não há conhecimento, mas uma vez que eles foram informados disso e permitiram para ficar lá".

### Acusação de corrupção da moral
Em junho de 2012, foi relatado que o Service de police de la Ville de Montréal estava investigando Bestgore.com por acusações de obscenidade devido à postagem de 1 Lunatic, 1 Ice Pick. O Toronto Sun afirmou que havia acusações pendentes contra Marek, o que ele negou.
Em 16 de julho de 2013, a polícia de Edmonton acusou Marek de "corrupção moral" em conexão com a postagem do vídeo de Magnotta. A rara acusação é baseada na seção 163 do Código Penal canadense e acarreta uma sentença máxima de dois anos de prisão. Um investigador da polícia descreveu o site como "um site racista, incitando ódio, ódio, violência - violência acima e além de qualquer coisa normal". Marek foi libertado sob fiança, mas foi preso novamente em 26 de julho por supostamente violar os termos de sua libertação. Em janeiro de 2016, ele se declarou culpado e recebeu uma sentença condicional de três meses de prisão domiciliar, seguidos de três meses de serviço comunitário.
Em uma entrevista em novembro de 2013 com Adrianne Jeffries do The Verge, Marek disse que a seção 163(1) proíbe a distribuição de quadrinhos criminais e métodos de cura de doenças venéreas, e observou que a lei foi aplicada seletivamente e pode ser usada indiscriminadamente. Marek também defendeu o valor de realmente olhar para o material sangrento:
| “ | Você pode pegar a publicação da decapitação da motosserra pela equipe de propaganda dos rebeldes sírios que alegou que esta atrocidade foi cometida por pessoas por trás do presidente Bashar al-Assad. O vídeo provocou grande indignação nas fileiras do sheeple, mas não enganou ninguém no Best Gore, porque sabemos de onde realmente é o vídeo. Está no Best Gore desde antes do início da revolução fraudulenta síria e temos sua versão completa, incluindo o áudio original e sabemos que é do México. Foi o mesmo quando Best Gore prendeu os rebeldes sobre a publicação da explosão do vazamento de gás doméstico que eles também manipularam para parecer o resultado de supostos bombardeios indiscriminados pelos governantes. Ou, mais recentemente, quando o mundo inteiro estava falando sobre muçulmanos sendo massacrados por budistas na Birmânia (Myanmar) - a propaganda enganou a todos, exceto a nós no Best Gore porque reconhecemos o vídeo do linchamento do Quênia, o terremoto em Tibete e o desastre do tsunami na Tailândia, que foram usados em contextos não relacionados. | ” |

## Feedback positivo
Marek disse que receberia testemunhos positivos de leitores - ele relatou que as pessoas que visualizavam o conteúdo do site às vezes os convenciam a evitar riscos perigosos em sua vida cotidiana, incluindo excesso de velocidade, disparar entre o tráfego de motocicleta, brincadeiras com empilhadeiras e até mesmo persuadir alguns que não para cometer suicídio. Marek observou que o próprio governo canadense usou imagens chocantes nas embalagens de cigarros para desencorajar o fumo.